# استان پتچابون

نقشهٔ تایلند و جایگاه استان پتچابون.

استان پتچابون یا فتچابون یا پچابون (به انگلیسی Phetchabun) یکی از استانهای کشور تایلند است. مساحت آن 12668 کیلومترمربع می‌باشد. جمعیت این استان در سال ۲۰۰۰ بالغ بر ۹۶۵۰۰۰ نفر برآورد شده است.
استان  پتچابون از نظر تقسیمات کشوری بخشی از ناحیه مرکزی تایلند به حساب می آید. مرکز این استان شهر پتچابون است.